# Marcel Fontaine
Marcel Fontaine (n. 1888 – d. 1973) a fost un profesor francez care a devenit în timpul Primului Război Mondial ofițer de rezervă. Ca militar, a luptat pe Frontul de Vest la Marna, Artois și Verdun și a devenit în ultima parte a anului 1916, în mod voluntar unul dintre componenții Misiunii Militare Franceze trimisă în Regatul României.
După război, a revenit în cadrul Misiunii Universitare Franceze în România în perioada 1919-1948, ca profesor la licee din Turnu Severin, Craiova și București, iar în perioada 1949-1956 a fost redactor șef al secției române a Radiodifuziunii Franceze.
Fragmente din jurnalul său de război din timpul Primei Conflagrații Mondiale au fost publicate în limba română în anul 2016, sub titlul Jurnal de război. Misiune în România. Noiembrie 1916-Aprilie 1918.

## Viața personală
S-a căsătorit în anul 1930 la Turnu Severin cu profesoare Alexandra Zaharia. Cuplul nu a avut copii.
În perioada în care s-a aflat la București ca director al Liceului Francez, a locuit în aceeași clădire în care se afla acesta.
A fost un filoromân și un mare prieten al României, care, în perioada de după Al Doilea Război Mondial a strâns la Paris în jurul lui pe unii membri ai exilului românesc. După deces, ceremonia sa funerară a fost oficiată la biserica română de pe strada Jean de Beauvais, din Paris, păstorită în acea vreme de preotul Vasile Boldeanu, aflat în exil.

## Cariera

### Profesor în Franța
A predat ca profesor în Franța la Școala Normală de Institutori din Foix, din munții Pirinei.

### Pe Frontul de Vest
În august 1914, a fost mobilizat cu gradul de locotenent în Armata Franceză ca ofițer de rezervă și a luptat pe Frontul de Vest la Marna, Artois și Verdun.

### Pe Frontul de Răsărit
A devenit unul dintre componenții Misiunii Militare Franceze trimisă în Regatul României în perioada 1916-1918, aceasta fiind percepută de Fontaine ca fiind marea șansă de a scăpa din coșmarul de la Verdun. Ca atare, Fontaine s-a oferit voluntar cu scopul de a participa la misiune și la 17 septembrie 1916 a fost anunțat că a fost desemnat să facă parte din aceasta. După un instructaj la Paris, pentru a nu trezi suspiciuni, a călătorit spre România pe o rută ocolitoare (Franța-Marea Britanie-Norvegia-Suedia-Rusia) îmbrăcat în civil și cu pașaport diplomatic.
A ajuns în Moldova în luna ianuarie 1917, în a doua serie de ofițeri solicitați de către generalul Berthelot și a contribuit aici la instruirea și refacerea armatei române, luptând de asemenea alături de militarii români, pe front. În acest timp, a dovedit compasiune pentru suferințele soldaților și admirație pentru vitejia acestora. Contactul cu Armata României l-a șocat, datorită mizeriei materiale în care se afla soldatul român după retragerea din campania anului 1916. În jurnalul său a consemnat de asemenea prăpastia imensă care exista între soldații români și ofițerii lor, precum și brutalitatea de care dădeau dovadă acești ofițeri, în ceea ce privește corecțiile fizice aplicate soldaților.
Fiind martor al mizeriei în care se zbăteau refugiații în Moldova, suprapopulată, înfometată și plină de trupe ruse, a depus eforturi semnificative pentru îmbunătățirea condițiilor igienice, cu toate că s-a lovit de o mare inerție. Pentru a avea autoritate asupra subordonaților, a ales să fie el însuși un model. Deși în calitate de instructor rolul său se limita la o activitatea desfășurată în spatele frontului, nu a ezitat să fie aproape de soldați în tranșee, pentru a fi aproape de oamenii pe care îi instruise și a-i sprijini. A fost preocupat de bunăstarea materială a soldaților și a pledat pentru un caracter superior al alimentației și al îmbrăcăminții acestora. De asemenea, a luptat pentru îndepărtarea din rândul comandanților a cadrelor militare cu rol nefast.
A activat în Moldova până la 9 martie 1918 și dat fiind că Misiunea Militară Franceză a fost nevoită să părăsească România, s-a întors în Franța în primăvara anului 1918. În timpul drumului de întoarcere a traversat Rusia aflată în plină anarhie și de la Murmansk a ajuns în Franța via Marea Britanie.
A fost demobilizat din armată în august 1919.

### Profesor în România
Conform Monicăi Lovinescu, Fontaine s-a situat în tradiția trasată de Jules Ferry a institutorilor francezi, predând nu numai știință de carte, ci și atitudine.
În anul 1919, a revenit în cadrul Misiunii Universitare Franceze în România și a predat ca profesor la licee din Turnu Severin și Craiova, devenind ulterior director al Liceului Francez din București. În 1948 activitățile și cursurile sale au fost interzise și el a fost expulzat, alături de ceilalți profesori francezi ai misiunii.
Ca efect al corespondenței pe care a întreținut-o ulterior cu unele dintre elevele sale și profesoarele acestora din România, după instaurarea regimului comunist acestea vor fi arestate, anchetate și condamnate la închisoare în cadrul unui proces celebru în epocă, alcătuind în anul 1952, „Lotul francez“, format din circa 100 de persoane (printre care multe eleve și profesoare).

### La Radio Paris
Marcel Fontaine era din punct de vedere al poziției politice, anticomunist. Reajuns în Franța, a păstrat legături cu exilul românesc și în 1949, fostul ofițer a înființat secția română a Radiodifuziunii Franceze. A fost redactor-șef al acesteia până în anul 1956 și a asigurat emisiunilor un profil combativ în perioada 1951-1952, până în momentul în care a acest profil a trebuit schimbat pe fondul destinderii politice. Duminică de duminică, fostul profesor și ofițer a transmis astfel fie în limba franceză fie în limba română, un editorial despre transformările pe care le avea România sub guvernarea comunistă. De asemenea, a luat de multe ori cuvântul și la Europa Liberă și a continuat lupta sa alături de români prin scrierea cărții RPR contre la culture française în 1962, prin articole, prin cuvântări și prin sprijinul acordat românilor, în exil.
Aflată în subordinea lui la Radiodifuziunea Franceză, Monica Lovinescu a afirmat că în acele vremuri s-a dovedit a fi din punct de vedere intelectual modest și cu un orizont strâmt, uzând în același timp de o severitate programată. Naiv în ale politicii fiind, în perioada în care Fontaine conducea Secția Română a acceptat, la sugestia redactorului Mugur Valahu să difuzeze mesaje cifrate de tipul celor de la BBC destinate Rezistenței Franceze, în timpul celui de-Al Doilea Război Mondial. Persoanele destinatare ale respectivelor mesaje în realitate însă nu existau, scopul real al difuzării lor fiind acela de a de impresia autorităților din România comunistă, că Occidentul avea legături cu rezistența anticomunistă din România. Mesajele așadar nu aveau acoperire în plan militar și politic, dar au determinat totuși arestarea în țară a unora care le luaseră prea în serios, precum și o reclamație oficială a autorităților de la București. Episodul s-a finalizat prin darea afară a redactorilor care difuzaseră mesajele false, Mugur Valahu și Ghorghe Bumbești.

## Recunoașteri
A fost decorat pentru meritele deosebite în luptă, cu:
- Ordinul Steaua României
- Legiunea de Onoare a Franței
- Crucea de Război a Franței

A primit de asemenea și  Crucea de Război a României.

## In memoriam
Experiența avută în cadrul „Lotului francez“, arestat, anchetat și condamnat la închisoare în anul 1952, a fost relatată de Micaela Ghițescu, fostă elevă a sa, în cartea Între uitare și memorie.
În anul 2009, jurnalul său de război din timpul Primei Conflagrații Mondiale a apărut în limba franceză într-un număr redus de exemplare, sub egida Academiei Române, având titlul Journal de Guerre: mission en Roumanie: novembre 1916-avril 1918. Ulterior, fragmente din acesta au a fost publicat în limba română în anul 2016, sub titlul Jurnal de război. Misiune în România. Noiembrie 1916-Aprilie 1918. De asemenea, o colecție impresionantă de fotografii din Primul Război Mondial și de memorii aparținând lui Marcel Fontaine a intrat în patrimoniul Muzeului Militar Național „Regele Ferdinand I”, ca urmare a donației făcute de către Alain Legoux, legatarul testamentar al defunctului.
La 30 martie 2017, în memoria sa a fost organizată la Palatul Cercului Militar Național o masă rotundă cu titlul Reorganizarea armatei române (1917) în relatarea căpitanului Marcel Fontaine din Misiunea Militară Franceză, precum și o expoziție de fotografii și obiecte personale ale acestuia, intitulată Pe fronturile „Marelui Război” Marcel Fontaine de la Verdun la Mărășești.